# Dzwon Pokoju i Przyjaźni Między Narodami
Dzwon Pokoju i Przyjaźni Między Narodami – pomnik znajdujący się w Poznaniu na Cytadeli (teren dawnego Fortu Winiary). Dzwon odlany został w pracowni ludwisarskiej rzemiosła artystycznego Saturnina Skubiszyńskiego w Poznaniu przy ul. Przełęcz 39. Był trzecim dzwonem pokoju na świecie (po Hiroszimie i Nowym Jorku).

## Charakterystyka
Dzwon waży 850 kg, a jego średnica wynosi 102 cm. Posiada ton zasadniczy Fis o częstotliwości 182,8 Hz. Na dzwonie umieszczono bogatą ornamentykę, napisy oraz wizerunki gołębi - symboli pokoju.
W sprzyjających warunkach atmosferycznych jego dźwięk słyszalny jest w promieniu 6-10 kilometrów. Wśród dobrze słyszalnych alikwotów zwraca uwagę silnie brzmiąca tercja wielka, co sprawia, że dźwięk dzwonu jest jasny o radosnym charakterze. Dzwon zawieszony jest 10 metrów nad ziemią pomiędzy dwoma betonowymi słupami o wysokości 16 metrów. W 2004 dzwon przeszedł remont.

## Historia i odsłonięcie

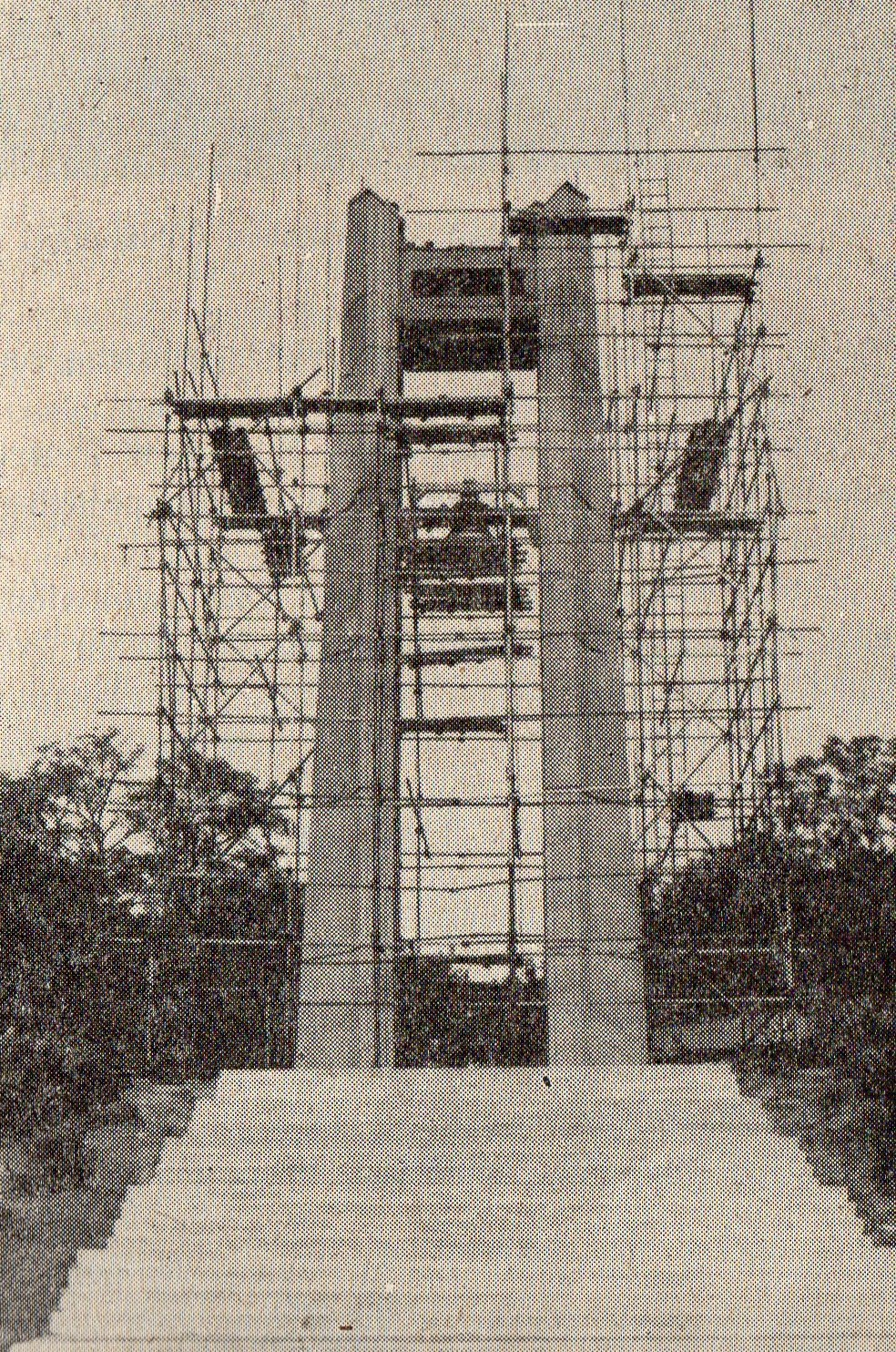
Budowa (1 października 1986)

Zamysł budowy dzwonu powstał równolegle z przygotowaniami do wystąpienia Wojciecha Jaruzelskiego na jubileuszowej sesji Zgromadzenia Ogólnego ONZ w dniu 27 września 1985. Budowniczowie parku na Cytadeli zapewnili Jaruzelskiego, że przeznaczą 30.000 roboczogodzin na uczczenie tego wydarzenia (nie było jeszcze wiadomo w jaki sposób) i zapraszali go do odwiedzenia parku. 9 października 1985 podjęto uchwałę o budowie dzwonu, o czym powiadomiono Jaruzelskiego 25 października. 16 listopada na list odpowiedział gen. Józef Baryła, zapewniając o szczególnym wzruszeniu i składając gratulacje pomysłodawcom. Projekt obiektu wykonał plastyk miejski – Jerzy Nowakowski. 12 lutego 1986 ustalono lokalizację dzwonu w porozumieniu z konserwatorem zabytków. 6 maja 1986 rozpoczęto roboty przygotowawcze. Energopol 7 zakończył budowę fundamentów 8 lipca 1986.
Po raz pierwszy głos dzwonu o częstotliwości 183 Hz rozległ się 11 października 1986 roku - w dzień inauguracyjny. W odsłonięciu udział wzięli: Andrzej Wituski – prezydent Poznania, Jan Celek – generał LWP, Edward Łukasik – I sekretarz komitetu wojewódzkiego PZPR, Iwan Bojko – konsul generalny ZSRR i Mary R. Brandt – konsul generalny USA. Apel Pokoju do Narodów Świata odczytała Monika Śron - uczennica V klasy Szkoły Podstawowej nr 49 im. Michała Kajki. Wypuszczono gołębia, a nad Cytadelą unosił się balon Poznań. W godzinach wieczornych ulicami miasta przemaszerował uroczysty capstrzyk pododdziałów garnizonu poznańskiego.
W trakcie uroczystości pracowała okolicznościowa radiostacja amatorska klubu Ligi Obrony Kraju o znaku wywoławczym SP3KWX/3. Inauguracyjne bicie dzwonu zostało w ten sposób transmitowane na cały świat na "falach eteru".
Obecnie można usłyszeć jego donośny głos kilkanaście razy w roku z okazji świąt narodowych bądź dla upamiętnienia ważnych wydarzeń historycznych. Podczas żałoby narodowej po katastrofie smoleńskiej, można było go usłyszeć w południe każdego dnia.

## Galeria

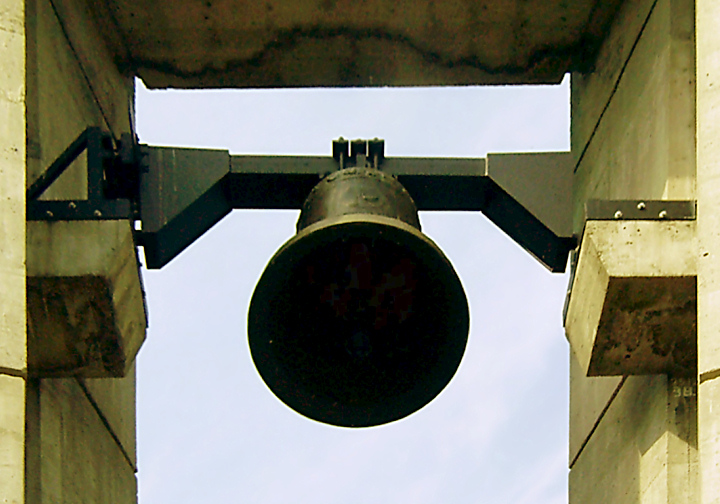
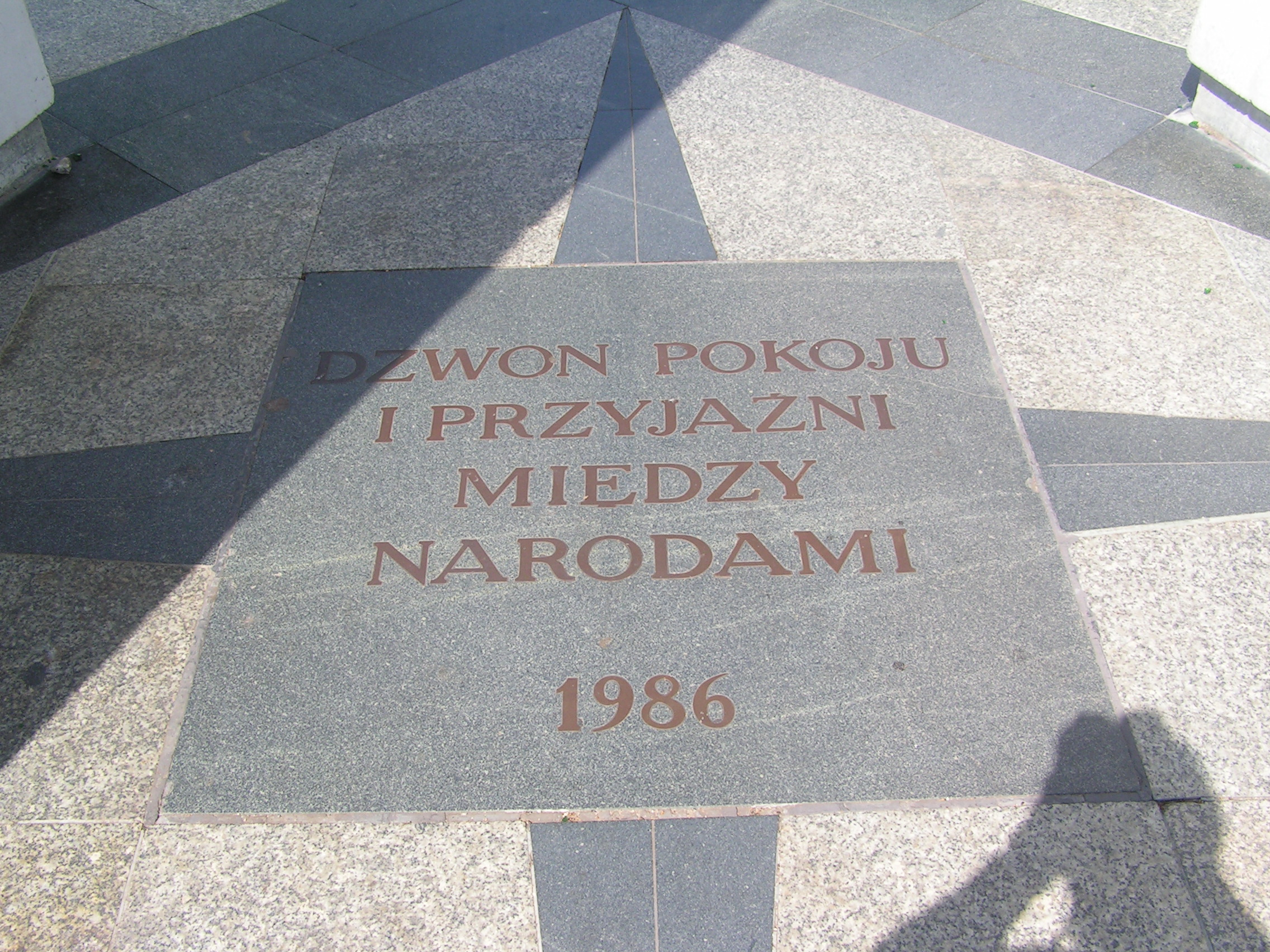
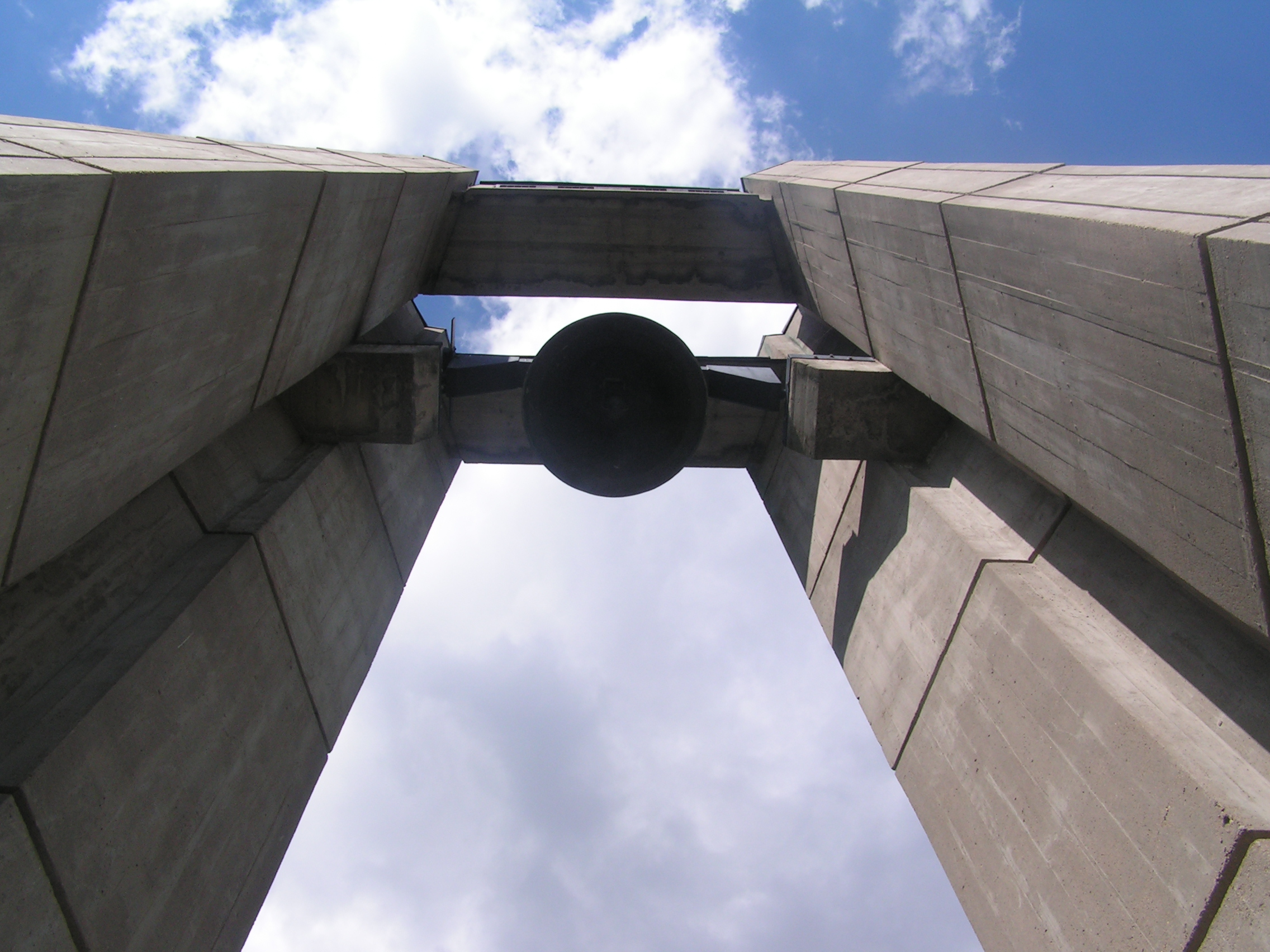
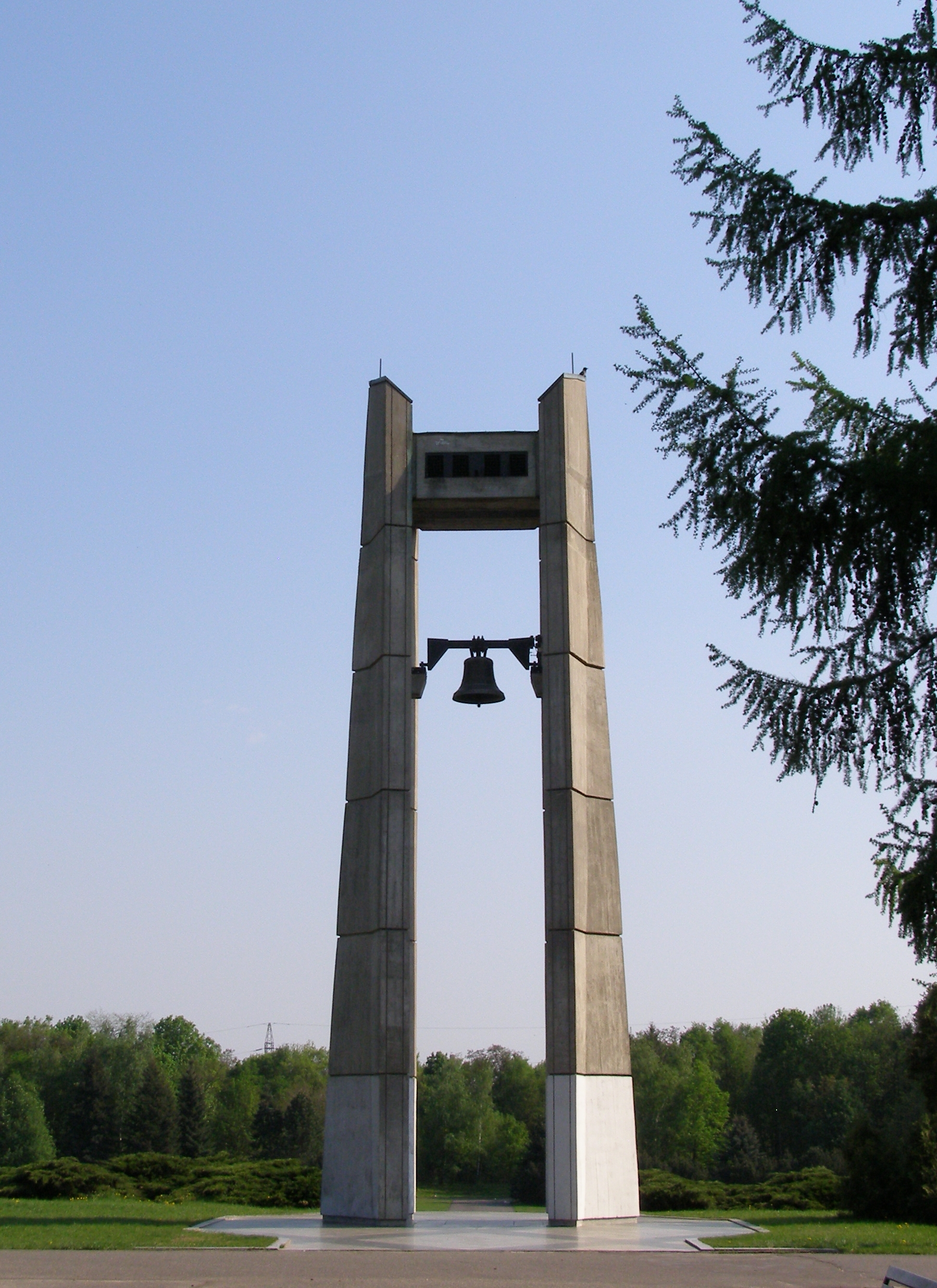